# Marino Zorzi
 (juin 2011).
Si vous disposez d'ouvrages ou d'articles de référence ou si vous connaissez des sites web de qualité traitant du thème abordé ici, merci de compléter l'article en donnant les références utiles à sa vérifiabilité et en les liant à la section « Notes et références ».
Marino Zorzi (né v. 1231 à Venise et mort le 3 juillet 1312 dans la même ville) est un homme politique italien de la fin du XIIIe et du début du XIVe siècle qui est le 50e doge de Venise, élu en 1311.

## Biographie
Marino Zorzi est un homme d'une profonde spiritualité religieuse et dévot. Il exerce la fonction d'ambassadeur à Rome.
Il est marié à  Agneta Querini.
Son élection est probablement destinée à calmer la tension après le complot de Bajamonte Tiepolo qu'accompagnent les affrontements entre factions adverses et rétablir des relations avec le pape, encore mécontent de Venise en raison de la guerre pour la possession  de Ferrare (1308–1309).
Curieusement Zorzi n'est pas la première personne élue : il y eut tout d'abord Stefano Giustinian qui refusa la charge. C'est alors que le conclave se rabattit sur lui. Zorzi, vieux et étranger à la vie politique, résout au mieux les difficultés de sa charge sans obtenir le pardon du pape ou d'autres succès.
Pendant les onze mois de règne, un des plus brefs de l'histoire vénitienne, il se produit un grand nombre de catastrophes naturelles. Sa mort intervient le 3 juillet 1312, il est pleuré par le peuple qui le considère comme un saint en raison de se manière d'être. Ses vêtements furent recherchés comme s'il s'agissait de reliques. Il est inhumé dans la basilique de San Zanipolo.